# Yeshe Gyatso
Yeshe Gyatso (tibétain : ངག་དབང་ཡི་ཤེས་རྒྱ་མཚོ་, Wylie : ngag dbang ye shes rgya mtsho), né en 1686 et décédé en 1725, fut un prétendant à la position de 6e dalaï-lama du Tibet. Désigné par Lkhazan Khan du Khanat khoshuud le 28 juin 1707, il a laissé le souvenir d'un dalaï-lama usurpateur, bien qu'il reçut l'investiture de l'empereur de Chine Kangxi en 1710 selon l'historien René Grousset. 

## Biographie
L'occupation du Tibet par les Dzoungar dura jusqu'à 1720 où l'expédition Qing les en chassa. 
Kelzang Gyatso fut amené du monastère de Kumbum à Lhassa la même année et fut intronisé au palais du Potala le 15 octobre 1720 comme 7e dalaï-lama. 
Yeshe Gyatso fut enlevé du monastère sur le mont Chakpori où il s'est retiré. Sa destinée n'est pas totalement claire selon les sources existantes, mais il semble qu'il fut amené quelque part en Chine, en dehors du Tibet, où il mourut en 1725. 
Pendant la fête de Losar, au début de 1726, le 7e dalaï-lama bénit les mérites du défunt Yeshe Gyatso, indiquant que toutes les hostilités entre les dalaï-lamas rivaux avaient alors cessé en raison de l'insignifiance de Yeshe Gyatso[réf. nécessaire]. 
Ce dernier a néanmoins eu quelques suites, puisqu'il est supposé que des réincarnations ont été découvertes dans le Kham. Quoi qu'il en soit, l'enfant mourut tôt de la variole et plus aucune incarnation n'a été rapportée.